# Азер Мирзоев
Азер Мирзоев е азербайджански шахматист, гросмайстор.

## Кариера
В началото на август 2001 г. спечелва турнира „XVII Albarino“ в испанския град Камбадос Понтеведра. Подгласници му са българина Владимир Димитров и кубинеца Родни Перез. През септември постига нов успех, първо място в друг испански турнир – „III Sants, Hortafrancs“, проведен в Барселона. Заема второ място на „Independence Day 2001“ в Баку, на точка и половина зад сънародника си Рашад Бабаев.
На следващата година през април поделя 2 – 6-о място на турнира „Golden Cleopatra Open“ с резултат 8/11 точки и зад холандеца Сергей Тивяков. Победител е в турнира „V 'Ciutat de Banyoles' Open“ в Баньолес, Испания. Заема 2 – 3 м. на „VII Vila de Padron“ с Драган Барлов на половин точка зад победителя Олег Корнеев. Следва поделена победа с Драган Барлов на втория открит турнир „Concello de Polo“.
През май е победител в 10-ия международен открит турнир „Vila de Salou“, а през август печели турнира „La Pobla de Lillet“ с резултат 8/9 т.
Азер Мирзоев е международен майстор от 1996 година и гросмайстор от 2001 година.

## Турнирни резултати
- 2014 – Рещ (първо място след тайбрек на „Хазар Оупън“ с резултат 8 точки от 9 възможни)[10]